# Giro di Sardegna 1958
Il Giro di Sardegna 1958, prima storica edizione della corsa, si svolse dal 23 al 28 febbraio 1958 su un percorso di 739 km, originariamente di 896 km e accorciato a causa dell'annullamento della quinta frazione, suddiviso su 6 tappe, con partenza da Roma, e arrivo a Sassari. La vittoria fu appannaggio del francese Antonin Rolland, che completò il percorso in 22h06'09", precedendo i belgi Désiré Keteleer e Rik Van Looy.

## Tappe
| Tappa  | Data        | Percorso             | km  | Vincitore di tappa | Leader cl. generale |
| ------ | ----------- | -------------------- | --- | ------------------ | ------------------- |
| 1ª     | 23 febbraio | Roma > Civitavecchia | 140 | Raphaël Géminiani  | Raphaël Géminiani   |
| 2ª     | 24 febbraio | Olbia > Nuoro        | 133 | Nino Defilippis    | ?                   |
| 3ª     | 25 febbraio | Nuoro > Cagliari     | 199 | Rik Van Looy       | ?                   |
| 4ª     | 26 febbraio | Cagliari > Oristano  | 150 | Germain Derycke    | ?                   |
| 5ª     | 27 febbraio | Oristano > Alghero   | 157 | annullata          | annullata           |
| 6ª     | 28 febbraio | Alghero > Sassari    | 117 | Miguel Bover       | Antonin Rolland     |
| Totale | Totale      | Totale               | 739 |                    |                     |

## Dettagli delle tappe

### 1ª tappa
- 23 febbraio: Roma > Civitavecchia – 140 km

Risultati
| Pos. | Corridore         | Squadra    | Tempo    |
| ---- | ----------------- | ---------- | -------- |
| 1    | Raphaël Géminiani | S.-Raphaël | 3h41'44" |
| 2    | Désiré Keteleer   | Ghigi      | s.t.     |
| 3    | Antonin Rolland   | Bobet-BP   | s.t.     |

| Pos. | Corridore         | Squadra    | Tempo |
| ---- | ----------------- | ---------- | ----- |
| 1    | Raphaël Géminiani | S.-Raphaël | ?     |

### 2ª tappa
- 24 febbraio: Olbia > Nuoro – 133 km

Risultati
| Pos. | Corridore        | Squadra  | Tempo    |
| ---- | ---------------- | -------- | -------- |
| 1    | Nino Defilippis  | Carpano  | 4h04'13" |
| 2    | Alfredo Sabbadin | Asborno  | s.t.     |
| 3    | Pierino Baffi    | Leo-Chl. | s.t.     |

| Pos. | Corridore | Squadra | Tempo |
| ---- | --------- | ------- | ----- |
| 1    | ?         | ?       | ?     |

### 3ª tappa
- 25 febbraio: Nuoro > Cagliari – 199 km

Risultati
| Pos. | Corridore       | Squadra | Tempo    |
| ---- | --------------- | ------- | -------- |
| 1    | Rik Van Looy    | Faema   | 6h19'18" |
| 2    | Désiré Keteleer | Ghigi   | s.t.     |
| 3    | Guido Boni      | Bianchi | s.t.     |

| Pos. | Corridore | Squadra | Tempo |
| ---- | --------- | ------- | ----- |
| 1    | ?         | ?       | ?     |

### 4ª tappa
- 26 febbraio: Cagliari > Oristano – 150 km

Risultati
| Pos. | Corridore          | Squadra | Tempo    |
| ---- | ------------------ | ------- | -------- |
| 1    | Germain Derycke    | Carpano | 4h45'18" |
| 2    | Alessandro Fantini | Atala   | s.t.     |
| 3    | Guido Messina      | Asborno | s.t.     |

| Pos. | Corridore | Squadra | Tempo |
| ---- | --------- | ------- | ----- |
| 1    | ?         | ?       | ?     |

### 5ª tappa
- 27 febbraio: Oristano > Alghero – 157 km

Annullata

### 6ª tappa
- 28 febbraio: Alghero > Sassari – 117 km

Risultati
| Pos. | Corridore        | Squadra | Tempo    |
| ---- | ---------------- | ------- | -------- |
| 1    | Miguel Bover     | Faema   | 3h13'00" |
| 2    | Agostino Coletto | Carpano | s.t.     |
| 3    | Hilaire Couvreur | Faema   | a 13"    |

| Pos. | Corridore       | Squadra  | Tempo     |
| ---- | --------------- | -------- | --------- |
| 1    | Antonin Rolland | Bobet-BP | 22h06'09" |
| 2    | Désiré Keteleer | Ghigi    | a 5'21"   |
| 3    | Rik Van Looy    | Faema    | a 5'44"   |

## Classifiche finali

### Classifica generale
| Pos. | Corridore         | Squadra         | Tempo     |
| ---- | ----------------- | --------------- | --------- |
| 1    | Antonin Rolland   | Bobet-BP        | 22h06'09" |
| 2    | Désiré Keteleer   | Ghigi-Coppi     | a 5'21"   |
| 3    | Rik Van Looy      | Faema-Guerra    | a 5'44"   |
| 4    | Guido Boni        | Bianchi-Pirelli | a 6'35"   |
| 5    | Nino Defilippis   | Carpano         | a 9'47"   |
| 6    | Alfredo Sabbadin  | Asborno-Fréjus  | a 10'02"  |
| 7    | Miguel Bover      | Faema-Guerra    | a 11'42"  |
| 8    | Agostino Coletto  | Carpano         | a 12'20"  |
| 9    | Arnaldo Pambianco | Legnano         | a 12'35"  |
| 10   | Giacomo Fini      | Faema-Guerra    | a 13'47"  |